# Croissance PEACE
 (juillet 2017).
 (août 2017).
Croissance PEACE (Partagée Entre Afrique Chine et Europe) est une organisation non gouvernementale (ONG) ayant pour principal but de favoriser un partage économique multilatéral entre l’Afrique, la Chine et l’Europe. Elle fut créée par Ludovic Emanuely en 2012 dans le but d'établir une relation « gagnant-gagnant » entre l'Afrique, l'Orient et l'Occident. En s'aidant du multipartisme, il crée le concept de "croissance partagée".
La politique de cette ONG est l’aide au développement des pays africains en favorisant prioritairement le management local ainsi que la main d’œuvre. Différentes actions ont été menées par Croissance PEACE tout en respectant l’écologie et la culture africaine. Tous les projets menés par cette ONG prônent la non-ingérence politique et le respect des populations[source insuffisante].
Les œuvres de Croissance PEACE se trouvent dans différents domaines, notamment l’agriculture et les infrastructures, la santé ou encore le tourisme
[réf. souhaitée]. L'organisation a également créé un comité de filière  une aide dans le secteur de l'industrie pharmaceutique sur le continent africain, notamment. Présent en Côte d'Ivoire, au Sénégal ou encore en République démocratique du Congo, Croissance PEACE se crée un chemin depuis 2012 dans le domaine de l’économie et de la diplomatie, travaillant ainsi avec plus de 54 pays africains mais également en tant que facilitateur d'affaires ; diversifiant ses activités[réf. souhaitée].

## Historique
C’est lors de l’exposition universelle de Shanghai en 2010 que naît Croissance PEACE. Ambassadeurs africains et autorités chinoises présents à cette exposition ont permis de créer l’ébauche du projet de la croissance partagée. Mais c’est le 29 juin 2012 à l’Ambassade du Togo en France, sur l’invitation du doyen du corps diplomatique africain Nolaana Taama, que l'organisation prend réellement forme [Quoi ?]. 
Croissance PEACE apporte un partage économique multilatéral mais également un partage politique, écologique et sanitaire. Croissance PEACE part du besoin africain tout en travaillant avec un réseau diversifié d’ambassades localisées en Afrique mais également en Europe ou encore en Chine. 
L’ONG permet d’offrir aux entreprises intéressées par l’Afrique une évaluation de marché, un accompagnement global dans le pays mais également une aide de financement, ce qui permet aux pays africains d’accueillir de nouvelles entreprises et de bénéficier de nouveaux emplois.

## «L’Ambassade Croissance PEACE»
Ces ambassades proposent pour les différents projets des actions franco-étrangères multipartites permettant ainsi un partenariat avec des entreprises locales mais également étrangères. Tout cela permet une action à différente échelle : exportation vers l’Afrique, importation d’Afrique et intra Afrique.